# Phaenocarpa pericarpa
Phaenocarpa pericarpa är en stekelart som beskrevs av Robert A.Wharton och Carrejo 1999. Phaenocarpa pericarpa ingår i släktet Phaenocarpa och familjen bracksteklar. Inga underarter finns listade i Catalogue of Life.